# Syagriova říše
Syagriova říše, Syagriovo království nebo Soissonské království (latinsky Regnum Syagrii, latinsky Regnum Suessonense) jsou historické označení státu, který byl podle Řehoře z Tours nazýván Královstvím Římanů (latinsky Regnum Romanorum) a rozkládal mezi řekami Somma a Loira v dnešní Francii ve druhé polovině 5. století. Království s hlavním městem Soissons (Noviodunum) stále formálně náleželo k Západořímské říši jako Galská diecéze (latinsky Dioecesis Galliarum), ale osamostatnilo se v době rozpadu říše odtržením od zbylého území. Státní útvar pod vládou magistra militum Aegidia a následně jeho syna Syagria, který byl mezi Germány znám jako „král Římanů“ (rex Romanorum), vydržel do roku 486, kdy byl po porážce v bitvě u Soissons dobyt franským krále Chlodvíkem a anektován franským královstvím (větší část) a říši Vizigótů (jako odměna za pomoc při dobytí).

## Mapy

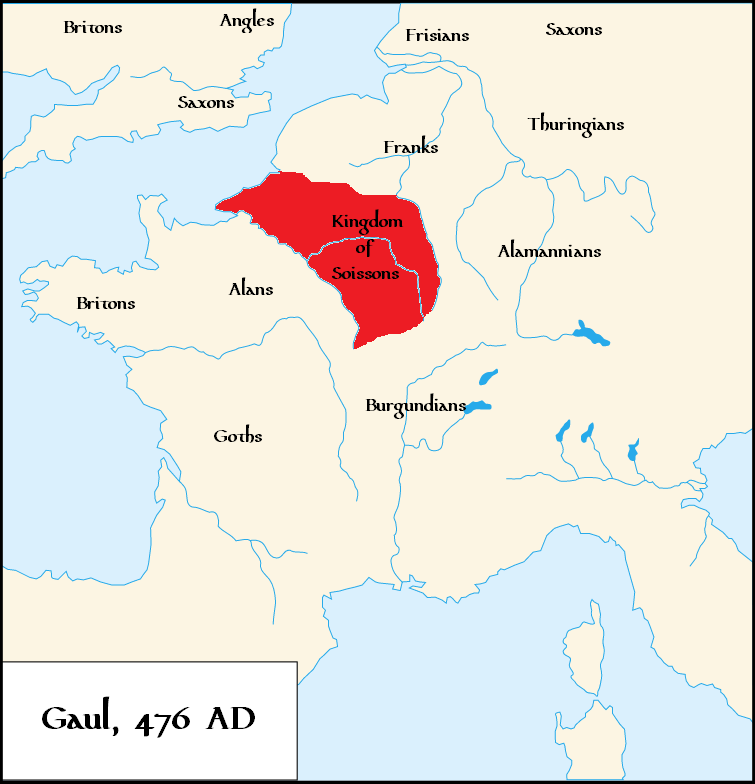
Syagriova říše (červená) obklopená kmeny v bývalé Galii kolem roku 476 n. l.
Obě římské říše v roce 476 n. l., kde je také Syagriovo království
Syagriova říše roku 486 n. l. s okolními kmeny